# Humblotiangraecum
Humblotiangraecum es una sección del género Angraecum perteneciente a la familia de las orquídeas.
Contiene  unas siete especies originarias de Madagascar  y las Comorasl.  Se caracterizan por tener los tallos muy cortos o inexistentes, flores gruesas y una fuerte fragancia  que recuerda al jazmín.

## Especies seleccionadas
Tiene unas siete especies:
- Angraecum leonis (Rchb.f.) Veitch
- Angraecum aloifolium Hermans. & P.J.Cribb 1997
- Angraecum florulentum Rchb.f.
- Angraecum magdalenae Schltr.
  - Angraecum magdalenae var latilabelum Bosser. 1965
- Angraecum mahavavense H.Perrier
- Angraecum praestans Schltr.
- Angraecum mahavavense H.Perrier